# Gołąb białokryzy
Gołąb białokryzy (Columba albitorques) – gatunek średniej wielkości ptaka z rodziny gołębiowatych (Columbidae). Występuje na obszarach górskich Erytrei oraz Etiopii i jest gatunkiem endemicznym dla tych państw. Nie jest zagrożony.

## Systematyka
Gatunek ten po raz pierwszy zgodnie z zasadami nazewnictwa binominalnego opisał w 1837 roku Eduard Rüppell. Autor nadał gatunkowi nazwę Columba albitorques, która obowiązuje do tej pory. Jako miejsce typowe wskazał góry Taranta i prowincję Simen w Etiopii.
Nie wyróżnia się podgatunków.

## Morfologia
Brak wyraźnego dymorfizmu płciowego. Ciało samca gołębia białokryzego osiąga długość ok. 27,6–31,5 cm, w przypadku samicy ok. 27,5–31 cm. Długość skrzydła samca to ok. 21,7–23,2 cm, a samicy ok. 21,2–23,2 cm. Ogon między 8,8 a 11,4 cm. Upierzenie w większości szaroniebieskie. Głowa ciemnoszara. Widoczna biała obróżka na karku z szerokim pasem opalizujących, zielonkawych piór poniżej białego fragmentu. Skrzydła ciemnoszare lub brązowawe, od spodu popielate. Wewnętrzne pokrywy skrzydłowe pierwszego rzędu białe, tworzące jasną łatkę na rozłożonym skrzydle, pokrywy drugiego rzędu ciemne. Najbardziej wewnętrzne pokrywy pokryte na końcówkach ciemnymi punktami. W czasie lotu dobrze widoczna biała plama na pokrywach skrzydłowych pierwszego rzędu. Sterówki szarobrązowe. Tęczówki ciemnobrązowe. Dziób czarny z białą woskówką, długości ok. 1,6–2 cm. Nogi o czerwonej barwie, skok mierzący 2,5–3,2 cm. Młode osobniki o brązowawym upierzeniu, z bledszymi końcówkami piór na głowie i bez opalizującej części upierzenia.

## Występowanie

### Środowisko
Zamieszkuje przede wszystkim tereny skaliste (m.in. szczyty górskie i klify). Obserwowany również w pobliżu wąwozów, na ziemiach uprawnych, obszarach lesistych i użytkach zielonych, w zaroślach, na pastwiskach, a także na wsiach i w miastach. Spotykany na wysokościach od 1800 do 4200–4400 metrów n.p.m.

### Zasięg występowania
Występuje wyłącznie w Erytrei i Etiopii, a jego zasięg występowania szacuje się na 449 000 km².

## Tryb życia i zachowanie
Gatunek osiadły. Regularnie pojawia się na płaskowyżu. W godzinach porannych przemieszcza się z miejsc, gdzie nocuje, na pola uprawne, czasem w stadach liczących kilkaset osobników. Najczęściej spotykane pojedyncze ptaki, pary lub niewielkich rozmiarów stada.
Typowe miejsca schronienia gołębia białokryzego różnią się w zależności od obszaru występowania. Osobniki zamieszkujące góry Bale w Etiopii nocują w większych  grupach na dużych wysokościach, zaś te występujące w górach Semien wybierają niższe obszary, zwykle urwiska. Późnym popołudniem przesiadują na drzewach w głębi lądu lub wracają na urwisko.
Często łączą się w stada z gołębiami okularowymi (Columba guinea) przy odpoczynku oraz poszukiwaniu pożywienia.
Głos: dźwięki brzmiące jak hu...ho-ho, na ogół słyszalne tylko z bliskich odległości.

## Pożywienie
Spożywa świeżo zasianą pszenicę, różnego rodzaju ziarna oraz nasiona.

## Rozród
Rozmnaża się przez większość roku, przede wszystkim od stycznia do czerwca i między sierpniem a listopadem.
Gniazda leżą zazwyczaj na osłoniętych półkach skalnych lub gzymsach budynków, na mostach lub w zagłębieniach na klifach i wykonane są z niewielkich gałązek oraz trawy.
Samica składa dwa jaja o kremowej barwie. Są wysiadywane przez ok. 16 dni.
Pisklęta po wykluciu ważą ok. 11,5 g, a ich pierzenie trwa 27–31 dni.

## Status zagrożenia
W Czerwonej księdze gatunków zagrożonych IUCN gołąb białokryzy jest klasyfikowany jako gatunek najmniejszej troski (LC – Least Concern). Liczebność populacji nie została oszacowana, ale ptak ten opisywany jest jako bardzo liczny na swym ograniczonym zasięgu występowania. Ze względu na brak dowodów na spadki liczebności bądź istotne zagrożenia dla gatunku BirdLife International ocenia trend liczebności populacji jako stabilny.